# Велика Горка (Даровський район)
Велика Го́рка (рос. Большая Горка) — присілок у складі Даровського району Кіровської області, Росія. Входить до складу Вонданського сільського поселення.
Населення становить 9 осіб (2010, 8 у 2002).
Національний склад станом на 2002 рік — росіяни 100 %.